# Juan Antonio López-Cózar
López-Cózar  Jáimez est un nom espagnol. Le premier nom de famille, en général paternel, est López-Cózar ; le second, en général maternel, souvent omis, est Jáimez.
Juan Antonio López-Cózar, né le 20 août 1994 à Loja, est un coureur cycliste espagnol.

## Biographie
En 2012, Juan Antonio López-Cózar termine troisième au classement final de la Coupe d'Espagne juniors (moins de 19 ans). Il court ensuite pendant plusieurs saisons dans des clubs amateurs espagnols chez les espoirs (moins de 23 ans). En 2015 et 2016, il obtient notamment quelques succès et diverses accessits au Pays basque. Il termine par ailleurs troisième du Tour du Portugal de l'Avenir. 
En 2017, il rejoint l'équipe de la Fundación Euskadi. À 23 ans, il s'illustre en étant le meilleur coureur amateur en Espagne (1erau classement de la RFEC). Il remporte une étape et le classement général du Gran Premi Vila-real, une étape de montagne du Tour de Navarre et le Gran Premio San Antonio. Il se classe par ailleurs troisième de la Coupe d'Espagne, grâce à ses multiples places d'honneur. Enfin, il conclut le Torneo Euskaldun à la troisième place.
En 2018, la Fundación Euskadi obtient le statut d'équipe continentale. Juan Antonio López-Cózar y devient donc coureur professionnel.

## Palmarès et résultats

### Palmarès par année
- 2010
  -  Champion d'Espagne de course aux points cadets[4]
- 2012
  - Championnat de Castille-La Manche sur route juniors
  - 3e étape du Tour de Pampelune
  - 3e de la Coupe d'Espagne juniors
- 2013
  - 3e de la Klasika Lemoiz
  - 3e du Mémorial Etxaniz
- 2014
  - Challenge Tour de Séville
  - Clásica Santa Ana
  - Tour de Carcabuey
  - 3e du Mémorial Manuel Sanroma
- 2015
  - Leintz Bailarari Itzulia
  - 2e du Gran Premio San José
  - 2e du San Gregorio Saria
- 2016
  - San Roman Saria
  - Dorletako Ama Saria
  - 2e du championnat d'Andalousie sur route espoirs
  - 3e du Tour du Portugal de l'Avenir
- 2017
  - Gran Premi Vila-real :
    - Classement général
    - 1re étape

  - 3e étape du Tour de Navarre
  - Gran Premio San Antonio
  - San Juan Sari Nagusia
  - 2e de la Clásica Ciudad de Torredonjimeno
  - 2e du Tour de León
  - 3e du Trophée Guerrita
  - 3e du Circuito de Pascuas
  - 3e du Grand Prix Macario
  - 3e de la Coupe d'Espagne de cyclisme
  - 3e de la Prueba Loinaz
  - 3e de la Leintz Bailarari Itzulia
  - 3e du Torneo Euskaldun

### Classements mondiaux
| Année                                 | 2016  | 2017 | 2018  | 2019 | 2020 | 2021  | 2022  |
| ------------------------------------- | ----- | ---- | ----- | ---- | ---- | ----- | ----- |
| Classement mondial                    | 1613e | nc   | 1113e | 905e | nc   | 1988e | 2885e |
| UCI Europe Tour                       | 1084e | nc   | 701e  | 658e | nc   | 1346e | 1732e |
|                                       |       |      |       |      |      |       |       |
| Légende : nc = non classéSource : UCI |       |      |       |      |      |       |       |